# 孟加拉国步枪队
孟加拉国步枪队是孟加拉国的准军事力量，隶属内政部，但其指挥官均来自军方，主要负责边境巡逻，共有6.7万名成员。
孟加拉国步枪队成立於1795年6月29日。當時，這支部隊的名稱是Ramgarh地方營。士兵人數為448人。拉姆加爾地方營由六磅炮彈、四門大炮和兩支非正規騎兵組成。由於邊境地區問題的增加，這支部隊參加了山區的行動。
1861年，Ramgarh 地方營重組，有 1,454 名東部地區正規和非正規警察部隊成員，並將其命名為邊防衛隊。其總部設在吉大港;它包括Kamrup，Goalpara，Lakshmipur，Sylhet和Tripura的邊境哨所。1879 年，這支名為 Special Company 的部隊成員在皮爾卡納建立了他們的第一個基地。1891年，這支部隊進行了重組，邊防衛隊更名為孟加拉憲兵。孟加拉憲兵分為四個連。它一直持續到 1919 年。1920年，孟加拉憲兵改組為東部邊境步槍隊。東部邊境步槍被分成16個排，並部署以保護邊境。它一直持續到 1946 年。
1947年印度脫離英國統治后，東部邊境步槍隊更名為東巴基斯坦步槍隊。它的簡稱是 EPR。加爾各答大都會武裝員警特遣隊和來自孟加拉和西巴基斯坦的1000名士兵加入了這支部隊。陸軍軍官是從 EPR 的軍隊中招募的，以提供有效的領導和指導。
該國獨立后，EPR部隊於1972年3月3日進行了重組，並命名為孟加拉國步槍（BDR）。從1980年3月3日起，政府授予其國旗以表彰這支部隊。1997年3月16日，為BDR部隊採用了三色組合印花布制服。BGB旗幟。
2009 年 2 月 25 日和 26 日，BDR 的一些不守規矩的士兵在達卡的 Pilkhana 總部進行了发动叛乱。但BDR法案規定對罪犯的懲罰可以忽略不計，因此有必要修改法律。這支部隊的名稱改為孟加拉國邊防衛隊（BGB）。
2009年2月25日至26日，孟加拉国步枪队的成员在首都达卡的步枪队总部发动叛乱，并和政府军警发生枪战，事件共造成50多人死亡。参与兵变的步枪队士兵於26日晚間全部解除了武装。
2013年11月5日，孟加拉首都達卡的特別法庭宣布對領導叛變823名士兵和23名公民的判決結果，有多達152名士兵被判死刑、161人被判無期徒刑，另有262人面臨十年徒刑，涉援助叛變的孟加拉反對黨議員和執政黨官員也被判刑。然而人權組織「人權觀察」表示，讓上百名被告擠在一個法庭上，被告根本無法與辯護律師交談，有違國際法定秩序。該組織還指控，審判過程存在刑求逼供情形，至少47人死於獄中。

## 編制
- 總部(Pilkhana營區，達卡)
  - 總局長Director-General
    - 分設總局長Additional Director-General(總部管理)
    - 分設總局長(作戰及訓練)
    - 分設總局長(行政管理)
    - 分設總局長(醫療)
    - 分設總局長暨邊防安全局長
    - 分設總局長暨孟加拉步槍隊訓練中心與學院校長
    - 副總局長Deputy Director General(文書記錄)
    - 副總局長(後勤)
    - 副總局長(財務)
    - 副總局長(集中採購)
    - 副總局長(建設工程)
    - 副總局長(通訊)
    - 達卡分區指揮部
    - 總部步槍營
    - 通信資訊技術營
- 東北區域指揮部(索賴爾烏帕齊拉)
  - 區域指揮官
    - 分區指揮部(庫米拉市)
    - 分區指揮部(邁門辛市)
    - 分區指揮部(斯里曼加爾烏帕齊拉)
    - 分區指揮部(錫爾赫特市)
    - 東北區域指揮部情報局(索賴爾烏帕齊拉)
- 西北區域指揮部(朗布爾專區)
  - 區域指揮官
    - 分區指揮部(迪納傑布爾縣)
    - 分區指揮部(拉傑沙希市)
    - 分區指揮部(朗布爾專區)
    - 分區指揮部(塔古爾岡縣)
    - 西北地區指揮部情報局(朗布爾專區)
- 東南區域指揮部(Halishahar Thana)
  - 區域指揮官
    - 分區指揮部(蘭加馬蒂)
    - 分區指揮部(科格拉焦里縣)
    - 分區指揮部(Guimara Upazila)
    - 吉大港後備步槍營
    - 東南區域指揮部情報局(Halishahar Thana)
- 西南區域指揮部(傑索爾市)
  - 區域指揮官
    - 分區指揮部(Kushtia)
    - 分區指揮部(科格拉焦里縣)
    - 分區指揮部(庫爾納市)
    - 西南區域指揮部情報局(傑索爾市)
- 科克斯巴扎爾地區指揮部
  - 區域指揮官
    - 分區指揮部(拉穆烏帕齊拉)
    - 分區指揮部(Bandarban)
    - 科克斯巴扎爾區域指揮部情報局